# Basketball-Bundesliga 2016/17
Die Basketball-Bundesliga-Saison 2016/17 (offiziell easyCredit Basketball-Bundesliga) war die 51. Spielzeit der höchsten deutschen Spielklasse im Basketball der Männer. Die reguläre Saison startete am 23. September 2016 und endete am 1. Mai 2017 mit dem 34. und letzten Spieltag. Die im Modus Best-of-Five ausgespielte Play-off-Finalrunde der besten acht Mannschaften um die deutsche Meisterschaft dauerte bis zum 11. Juni 2017.

## Veränderungen zur Vorsaison
- Infolge der Veränderungen im europäischen Wettbewerbskalender, wo die Euroleague 2016/17 zu einem vollen Rundenturnier von 16 Mannschaften ausgebaut sowie die Basketball Champions League 2016/17 neu eingeführt wurde, wurde der Saisonstart um eine Woche in den September hinein vorverlegt und auf die Austragung des BBL Champions Cups verzichtet.[2]
- Nachdem der Sponsorenvertrag mit dem bisherigen Namenssponsor der Liga ausgelaufen war, präsentierte die BBL GmbH mit der Teambank AG und ihrer Marke easyCredit einen neuen und besser dotierten Sponsoren-Vertrag über fünf Jahre. Ein in der Szene nicht ganz unbekannter Blogger kam dabei mit einer vorab vermeldeten DNS-Abfrage der offiziellen Präsentation zuvor.[3]
- Zum dritten Mal in Folge erhielten beide sportlichen Aufsteiger aus der zweithöchsten Spielklasse ProA eine Lizenz für die erste Bundesliga, so dass mit Science City Jena, zuletzt in der BBL 2007/08, und SC Rasta Vechta, zuletzt in der BBL 2013/14, zwei Klubs in die höchste Spielklasse zurückkehrten, die in ihrer Historie über genau eine Spielzeit Erfahrung in der BBL verfügen. Beide hatten in ihrer damaligen Premierensaison „Lehrgeld bezahlt“ und waren abgeschlagen Tabellenletzter geworden.
- Nachdem auch kein Rückzug und kein Lizenzentzug eines bestehenden Erstliga-Mitgliedsklubs vorlag und somit auch keine Wildcards vergeben wurden, mussten auch wieder die beiden am schlechtesten platzierten Mannschaften in die ProA 2016/17 absteigen. Neben dem Mitteldeutschen BC nach vier Jahren ununterbrochener Zugehörigkeit mussten diesmal auch die Crailsheim Merlins absteigen, die zweimal in Folge Tabellenletzter geworden waren.
- Die beiden fränkischen Klubs Brose Baskets und s.Oliver Baskets änderten ihre Firmierung und strichen dabei das Baskets aus ihrer Bezeichnung zugunsten eines örtlichen Bezuges, so dass sie ab dieser Saison als Brose Bamberg und s.Oliver Würzburg antraten.[4]
- Nachdem seit zwei Jahren alle Spiele der Bundesliga auf einem Streaming-Portal live und on-demand von Telekom Basketball präsentiert werden, soll zu dieser Saison die zuvor eher recht unregelmäßig stattfindende Liveübertragung im Free-TV durch einen festen Sendeplatz am Freitagabend um 19 Uhr bei Sport1 wieder gestärkt werden.[5] Tendenziell steht dieser Sendeplatz in Konkurrenz zur Euroleague, deren Spiele am Donnerstag- und Freitagabend ausgetragen werden.

## Internationale Wettbewerbe
Im Laufe der vergangenen Saison und in der Sommerpause eskalierte der Streit zwischen solchen Klubs der Euroleague, die als Inhaber der Betreibergesellschaft der Euroleague in der Euroleague Commercial Assets S.A. versammelt sind, und der kontinentalen Dachorganisation FIBA Europa der nationalen europäischen Verbände, maßgeblich unterstützt vom in der Schweiz ansässigen Weltverband FIBA, der seinen neuen Wettbewerbskalender durchzusetzen versuchte. Nach der Kündigung des Lizenzvertrages für die Euroleague durch deren Betreibergesellschaft, initiierte die FIBA Europa unter Mitarbeit unter anderem der Bundesliga-Betreiberorganisation BBL GmbH einen neuen Vereinswettbewerb Basketball Champions League, der insbesondere auch durch verschiedene Sanktionen den nunmehr als „wilde Liga“ angesehenen EuroCup zu verdrängen versuchte. Anders als andere nationale europäische Verbände tolerierte dabei der DBB die Teilnahme der Erstligisten an allen europäischen Wettbewerben. Nach Reduzierung der Teilnehmer in der Euroleague, in der erstmals seit fünf Jahren mit dem deutschen Meister nur noch eine deutsche Mannschaft teilnahm, und im Eurocup nehmen daher deutsche Mannschaften wie folgt an europäischen Wettbewerben teil:
| Wettbewerb               | Deutsche Teilnehmer                                              |
| ------------------------ | ---------------------------------------------------------------- |
| EuroLeague 2016/17       | Brose Bamberg                                                    |
| EuroCup 2016/17          | ratiopharm Ulm, Bayern München, Alba Berlin                      |
| Champions League 2016/17 | Fraport Skyliners, EWE Baskets Oldenburg, MHP Riesen Ludwigsburg |
| FIBA Europe Cup 2016/17  | Telekom Baskets Bonn                                             |

Ein weiteres Ergebnis des Streits war, dass der zuletzt zwischen dem Sieger der FIBA Liga de las Américas und der Euroleague ausgespielte Intercontinental Cup nunmehr zwischen den Siegern der anerkannten FIBA-Wettbewerbe ausgespielt wurde. Als Titelgewinner des FIBA Europe Cup 2015/16 waren damit die Fraport Skyliners die erste deutsche Vereinsmannschaft, die in dem seit 50 Jahren sporadisch in verschiedenen Modi ausgetragenen Wettbewerb teilnehmen durfte.

## Mannschaften
| Team                   | Stadt           | Halle                  | Plätze |
| ---------------------- | --------------- | ---------------------- | ------ |
| Brose Bamberg          | Bamberg         | Brose Arena            | 06.800 |
| medi bayreuth          | Bayreuth        | Oberfrankenhalle       | 03.300 |
| Alba Berlin            | Berlin          | Mercedes-Benz Arena    | 14.500 |
| Telekom Baskets Bonn   | Bonn            | Telekom Dome           | 06.000 |
| Löwen Braunschweig     | Braunschweig    | Volkswagen Halle       | 06.100 |
| Eisbären Bremerhaven   | Bremerhaven     | Stadthalle Bremerhaven | 04.050 |
| Fraport Skyliners      | Frankfurt a. M. | Fraport Arena          | 05.002 |
| Gießen 46ers           | Gießen          | Sporthalle Gießen-Ost  | 04.003 |
| BG Göttingen           | Göttingen       | Sparkassen-Arena       | 03.450 |
| Phoenix Hagen          | Hagen           | Enervie Arena          | 03.402 |
| Science City Jena      | Jena            | Sparkassen-Arena       | 03.000 |
| MHP Riesen Ludwigsburg | Ludwigsburg     | MHPArena               | 05.300 |
| FC Bayern München      | München         | Audi Dome              | 06.700 |
| EWE Baskets Oldenburg  | Oldenburg       | EWE Arena              | 06.000 |
| Walter Tigers Tübingen | Tübingen        | Paul Horn-Arena        | 03.132 |
| ratiopharm ulm         | Neu-Ulm         | Ratiopharm Arena       | 06.100 |
| SC Rasta Vechta        | Vechta          | Rasta-Dome             | 03.140 |
| s.Oliver Würzburg      | Würzburg        | s.Oliver Arena         | 03.140 |

## Tabelle
|  | = Playoff-Plätze (Plätze 1 bis 8)    |
|  | = Abstiegs-Plätze (Plätze 17 und 18) |

- Bei Punktgleichheit entschied der direkte Vergleich
- Endstand[8]
- in Klammern: M = Meister der Vorsaison / P = Pokalsieger der Vorsaison / A = Aufsteiger zu dieser Saison

| \| # \| Team \| Siege \| Niederlagen \| Punkte \| Körbe \| \| -- \| ---------------------- \| ----- \| ----------- \| ------ \| --------- \| \| 1 \| ratiopharm ulm \| 30 \| 2 \| 60:4 \| 2819:2433 \| \| 2 \| Brose Bamberg (M) \| 29 \| 3 \| 58:6 \| 2677:2209 \| \| 3 \| FC Bayern München \| 28 \| 4 \| 56:8 \| 2767:2223 \| \| 4 \| medi bayreuth \| 22 \| 10 \| 44:20 \| 2676:2530 \| \| 5 \| EWE Baskets Oldenburg \| 18 \| 14 \| 36:28 \| 2573:2479 \| \| 6 \| Alba Berlin (P) \| 18 \| 14 \| 36:28 \| 2610:2590 \| \| 7 \| Telekom Baskets Bonn \| 18 \| 14 \| 36:28 \| 2641:2629 \| \| 8 \| MHP Riesen Ludwigsburg \| 17 \| 15 \| 34:30 \| 2482:2447 \| \| 9 \| Gießen 46ers \| 15 \| 17 \| 30:34 \| 2454:2507 \| \| 10 \| Fraport Skyliners \| 14 \| 18 \| 28:36 \| 2307:2377 \| \| 11 \| BG Göttingen \| 14 \| 18 \| 28:36 \| 2479:2609 \| \| 12 \| Eisbären Bremerhaven \| 12 \| 20 \| 24:40 \| 2647:2816 \| \| 13 \| Science City Jena (A) \| 11 \| 21 \| 22:42 \| 2415:2654 \| \| 14 \| s.Oliver Würzburg \| 11 \| 21 \| 22:42 \| 2502:2636 \| \| 15 \| Walter Tigers Tübingen \| 7 \| 25 \| 14:50 \| 2397:2635 \| \| 16 \| Löwen Braunschweig \| 6 \| 26 \| 12:52 \| 2398:2708 \| \| 17 \| SC Rasta Vechta (A) \| 2 \| 30 \| 4:60 \| 2351:2704 \| \| 18 \| Phoenix Hagen \| 0 \| 0 \| 0:0 1 \| 0:0 \| |                        |       |             |        |           |
| # | Team                   | Siege | Niederlagen | Punkte | Körbe     |
| 1 | ratiopharm ulm         | 30    | 2           | 60:4   | 2819:2433 |
| 2 | Brose Bamberg (M)      | 29    | 3           | 58:6   | 2677:2209 |
| 3 | FC Bayern München      | 28    | 4           | 56:8   | 2767:2223 |
| 4 | medi bayreuth          | 22    | 10          | 44:20  | 2676:2530 |
| 5 | EWE Baskets Oldenburg  | 18    | 14          | 36:28  | 2573:2479 |
| 6 | Alba Berlin (P)        | 18    | 14          | 36:28  | 2610:2590 |
| 7 | Telekom Baskets Bonn   | 18    | 14          | 36:28  | 2641:2629 |
| 8 | MHP Riesen Ludwigsburg | 17    | 15          | 34:30  | 2482:2447 |
| 9 | Gießen 46ers           | 15    | 17          | 30:34  | 2454:2507 |
| 10 | Fraport Skyliners      | 14    | 18          | 28:36  | 2307:2377 |
| 11 | BG Göttingen           | 14    | 18          | 28:36  | 2479:2609 |
| 12 | Eisbären Bremerhaven   | 12    | 20          | 24:40  | 2647:2816 |
| 13 | Science City Jena (A)  | 11    | 21          | 22:42  | 2415:2654 |
| 14 | s.Oliver Würzburg      | 11    | 21          | 22:42  | 2502:2636 |
| 15 | Walter Tigers Tübingen | 7     | 25          | 14:50  | 2397:2635 |
| 16 | Löwen Braunschweig     | 6     | 26          | 12:52  | 2398:2708 |
| 17 | SC Rasta Vechta (A)    | 2     | 30          | 4:60   | 2351:2704 |
| 18 | Phoenix Hagen          | 0     | 0           | 0:0 1  | 0:0       |

## Play-offs 2016/17
|  | Viertelfinale | Viertelfinale          | Viertelfinale         |   |                       | Halbfinale | Halbfinale | Halbfinale |  |  | Finale | Finale | Finale |
|  |               |                        |                       |   |                       |            |            |            |  |  |        |        |        |
|  | 1             | ratiopharm ulm         | 3                     |   |                       |            |            |            |  |  |        |        |        |
|  | 8             | MHP Riesen Ludwigsburg | 2                     |   |                       |            |            |            |  |  |        |        |        |
|  | 8             | MHP Riesen Ludwigsburg | 2                     | 1 | ratiopharm ulm        | 2          |            |            |  |  |        |        |        |
|  |               |                        |                       | 1 | ratiopharm ulm        | 2          |            |            |  |  |        |        |        |
|  |               | 5                      | EWE Baskets Oldenburg | 3 |                       |            |            |            |  |  |        |        |        |
|  | 4             | 5                      | EWE Baskets Oldenburg | 3 | medi bayreuth         | 1          |            |            |  |  |        |        |        |
|  | 4             |                        |                       |   | medi bayreuth         | 1          |            |            |  |  |        |        |        |
|  | 5             | EWE Baskets Oldenburg  | 3                     |   |                       |            |            |            |  |  |        |        |        |
|  | 5             | EWE Baskets Oldenburg  | 3                     | 5 | EWE Baskets Oldenburg | 0          |            |            |  |  |        |        |        |
|  |               |                        |                       |   | EWE Baskets Oldenburg | 0          |            |            |  |  |        |        |        |
|  |               | 2                      | Brose Bamberg         | 3 |                       |            |            |            |  |  |        |        |        |
|  | 2             | 2                      | Brose Bamberg         | 3 | Brose Bamberg         | 3          |            |            |  |  |        |        |        |
|  | 2             |                        |                       |   | Brose Bamberg         | 3          |            |            |  |  |        |        |        |
|  | 7             | Telekom Baskets Bonn   | 1                     |   |                       |            |            |            |  |  |        |        |        |
|  | 7             | Telekom Baskets Bonn   | 1                     | 2 | Brose Bamberg         | 3          |            |            |  |  |        |        |        |
|  |               |                        |                       | 2 | Brose Bamberg         | 3          |            |            |  |  |        |        |        |
|  |               | 3                      | FC Bayern München     | 0 |                       |            |            |            |  |  |        |        |        |
|  | 3             | 3                      | FC Bayern München     | 0 | FC Bayern München     | 3          |            |            |  |  |        |        |        |
|  | 3             |                        |                       |   | FC Bayern München     | 3          |            |            |  |  |        |        |        |
|  | 6             | Alba Berlin            | 1                     |   |                       |            |            |            |  |  |        |        |        |

Viertelfinale

ratiopharm ulm (1) – MHP Riesen Ludwigsburg (8) 3:2 (93:96 n. V., 82:76, 87:76, 76:84, 91:81)

Brose Bamberg (2) – Telekom Baskets Bonn (7) 3:1 (92:93, 87:71, 76:63, 76:67)

FC Bayern München (3) – Alba Berlin (6) 3:1 (95:68, 76:83, 80:73, 87:82)

medi bayreuth (4) – EWE Baskets Oldenburg (5) 1:3 (83:85, 90:102, 98:94, 86:94)

Halbfinale

ratiopharm ulm (1) – EWE Baskets Oldenburg (5) 2:3 (86:79, 103:107 n. V., 61:68, 74:61, 75:78)

Brose Bamberg (2) – FC Bayern München (3) 3:0 (82:59, 80:76, 76:67)

Finale

Brose Bamberg (2) – EWE Baskets Oldenburg (5) 3:0 (96:60, 88:76, 76:58)

## Ehrungen 2016/17
| Auszeichnung                            | Name               | Verein                |
| --------------------------------------- | ------------------ | --------------------- |
| All-Star Game MVP                       | Philipp Schwethelm | EWE Baskets Oldenburg |
| Spieler des Jahres                      | Raymar Morgan      | ratiopharm ulm        |
| Bester Offensivspieler                  | Raymar Morgan      | ratiopharm ulm        |
| Bester Verteidiger                      | Daniel Theis       | Brose Bamberg         |
| Bester deutscher Nachwuchsspieler (U22) | İsmet Akpınar      | Alba Berlin           |
| Trainer des Jahres                      | Thorsten Leibenath | ratiopharm ulm        |
| Effektivster Spieler national           | Maximilian Kleber  | FC Bayern München     |
| Effektivster Spieler international      | Raymar Morgan      | ratiopharm ulm        |
| Most Likeable Player                    | Rickey Paulding    | EWE Baskets Oldenburg |
| Finals MVP                              | Fabien Causeur     | Brose Bamberg         |

Quelle: 

### All-BBL Teams
All-BBL First Team:
- G Chris Kramer (EWE Baskets Oldenburg)
- G Chris Babb (Ratiopharm Ulm)
- F Darius Miller (Brose Bamberg)
- F Nicolò Melli (Brose Bamberg)
- C Raymar Morgan (Ratiopharm Ulm)

All-BBL Second Team:
- G Josh Mayo (Telekom Baskets Bonn)
- G Trey Lewis (Medi Bayreuth)
- F Rickey Paulding (EWE Baskets Oldenburg)
- F Maximilian Kleber (FC Bayern München)
- C Brian Qvale (EWE Baskets Oldenburg)